# Johannes Lassen
Johannes Lassen (født 7. maj 1979) er en dansk skuespiller.
Johannes Lassen er uddannet fra Skuespillerskolen ved Odense Teater i 2007.
Han har bl.a. medvirket i forestillinger på Odense Teater, på Teater Momentum, Teater Grob og på Folketeatret.

## Filmografi
- Far til fire - i stor stil (2006)
- Broderskab (2010)
- 1864 (2014)
- Sommeren92 (2015)
- Bedrag (2016)
- Flaskepost fra P (2016)
- Du forsvinder (2016)
- Gidseltagningen (2017)
- Advokaten (2018)
- The Guardian Angel (2018)
- Gidseltagningen II (2019)
- Den som dræber - Fanget af mørket sæson 2 (2021)
- Alfa (2020)